# Harry Johnson (calciatore 1899)
Harry Johnson (Ecclesfield, 4 gennaio 1899 – Wortley, 1º maggio 1981) è stato un calciatore inglese, di ruolo attaccante.

## Carriera
Durante la prima guerra mondiale Johnson è arruolato nell'esercito e combatte in Francia. È arruolato nei Royal Engineers dopo una sessione di reclutamento all'acciaieria Hadfield. Ha combattuto in Francia e in Belgio come soldato semplice, prendendo parte a diverse partite calcistiche tra divisioni. A guerra conclusa, continua la sua carriera calcistica nello Sheffield United. Firma per lo Sheffield United durante la guerra nel 1916; nell'esercito è soprannominato come "il giovane Harry" (young Harry), per non essere confuso con il padre, che aveva lo stesso nome ed era stato anch'egli un calciatore dello Sheffield United nel ruolo di centrocampista destro.
Gioca a calcio nel tempo libero, lavorando nell'acciaieria Hadfield: per disputare le partite con lo Sheffield doveva spesso chiedere dei permessi. Gioca a Sheffield per sedici anni, fino al 1932: con 201 gol in 313 incontri di campionato è il miglior marcatore nella storia dello Sheffield United.
Nel 1932 si trasferisce al Mansfield, dove gioca fino al 1935, realizzando altre 104 reti. È il miglior marcatore di sempre di due società diverse: dello Sheffield United, con 201 gol in 313 gare (giocate tra il 1919 e il 1930), e del Mansfield Town, con 104 reti. Inoltre è il giocatore che ha segnato più gol in una sola partita nella storia dello Sheffield United, avendo realizzato cinque centri contro il West Ham Utd nel 1929.

## Palmarès

### Club

#### Competizioni nazionali
- Coppa d'Inghilterra: 1

Sheffield United: 1924-1925